# Burch Peaks
Burch Peaks är en bergstopp i Antarktis. Den ligger i Östantarktis. Australien gör anspråk på området. Toppen på Burch Peaks är 1 472 meter över havet.
Terrängen runt Burch Peaks är platt åt nordost, men åt sydväst är den kuperad. Trakten är obefolkad. Det finns inga samhällen i närheten. 